# Ephydra opaca
Ephydra opaca är en tvåvingeart som beskrevs av Friedrich Hermann Loew 1856. Ephydra opaca ingår i släktet Ephydra och familjen vattenflugor.
Artens utbredningsområde är Egypten. Inga underarter finns listade i Catalogue of Life.